# Synchytrium stellariae
Synchytrium stellariae är en svampart som beskrevs av Fuckel 1870. Synchytrium stellariae ingår i släktet Synchytrium och familjen Synchytriaceae.   Inga underarter finns listade i Catalogue of Life.